# Державний кордон Габону

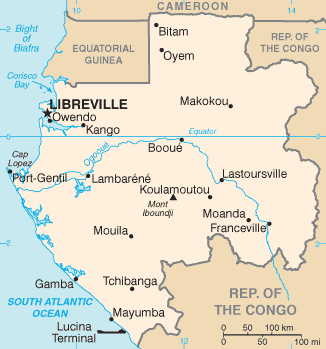
Карта Габону

Державний кордон Габону — державний кордон, лінія на поверхні Землі та вертикальна поверхня, що проходить по цій лінії, що визначають межі державного суверенітету Габону над власними територією, водами, природними ресурсами в них і повітряним простором над ними.

## Сухопутний кордон
Загальна довжина кордону — 3261 км. Габон межує з 3 державами. Уся територія країни суцільна, тобто анклавів чи ексклавів не існує.
Ділянки державного кордону
| Держава              | Ділянка         | Довжина (км) | Прикордонні регіони | Примітки |
| -------------------- | --------------- | ------------ | ------------------- | -------- |
| Камерун              | північ          | 349          |                     |          |
| ДР Конго             | південь і схід  | 2567         |                     |          |
| Екваторіальна Гвінея | північний захід | 345          |                     |          |

## Морські кордони
Габон на заході омивається водами Гвінейської затоки Атлантичного океану. Загальна довжина морського узбережжя 885 км. Згідно з Конвенцією Організації Об'єднаних Націй з морського права (UNCLOS) 1982 року, протяжність територіальних вод країни встановлено в 12 морських миль (22,2 км). Прилегла зона, що примикає до територіальних вод, в якій держава може здійснювати контроль, необхідний для запобігання порушень митних, фіскальних, імміграційних або санітарних законів, простягається на 24 морські милі (44,4 км) від узбережжя (стаття 33). Виключна економічна зона встановлена на відстань 200 морських миль (370,4 км) від узбережжя.